# Глушанки
Глуша́нки — исторически сформировавшийся микрорайон Тулы, состоящий из I, II, III и IV Северо-восточных микрорайонов. Глушанки располагаются на территории Пролетарского территориального округа города северо-восточнее Щегловского ручья.

## Описание
Название произошло от располагающегося на части территории микрорайона села Глухие Поляны, упоминающегося в писцовых книгах 1587—1589 годов. Одна из улиц микрорайона носит название «Глухополянская».
На территории Глушанок, у Щегловского монастыря, на левом берегу Щегловского ручья, находится исторически ценный культурный слой раннего железного века и XIV—XVII веков, объект культурного наследия, памятник археологии «Селище Глушана 1». В данный момент на объекте ведутся археологические исследования.
Массовое строительство происходило в период 1980-х-1990-х годов, когда генпланом 1971 года был заложен жилой массив, состоящий из I, II и III Северо-восточных микрорайонов, строительство IV Северо-восточного микрорайона велось в 2008—2017 годах. До строительства трех Северо-Восточных микрорайонов на их месте располагался густой лес, часть Щегловской засеки.
Основные улицы — Вильямса, Бондаренко, Хворостухина, Майская, Фучика. Изначально в Глушанки предполагалось провести трамвайные и троллейбусные линии, однако в связи с недостатком финансирования эти планы так и не были осуществлены. В микрорайон можно добраться автобусами и маршрутками 16, 16/10, 17, 18, 21, 22, 23, 25, 31, 32, 138, 148.

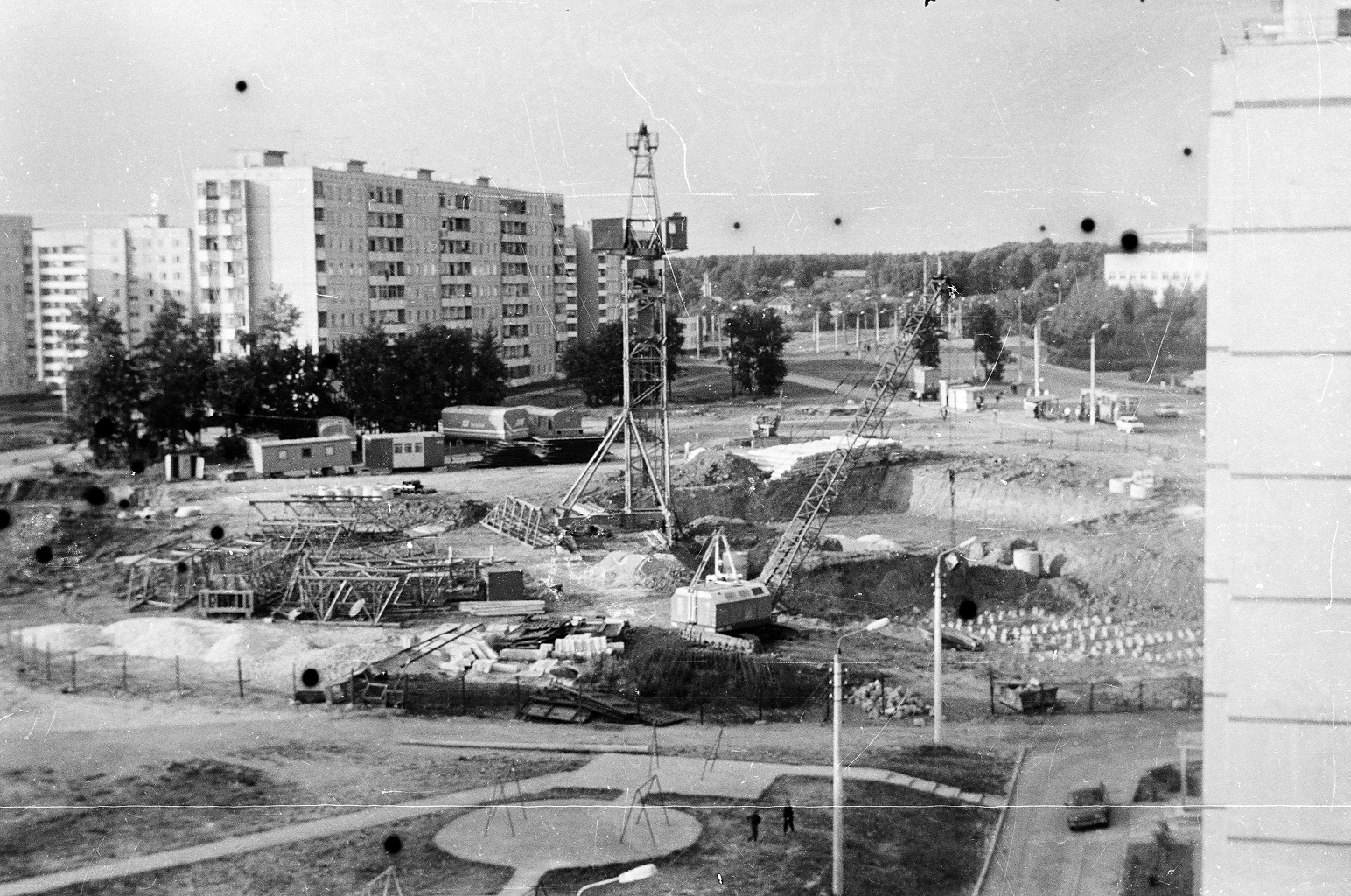
Строительство высотки на Вильямса в 1989 году
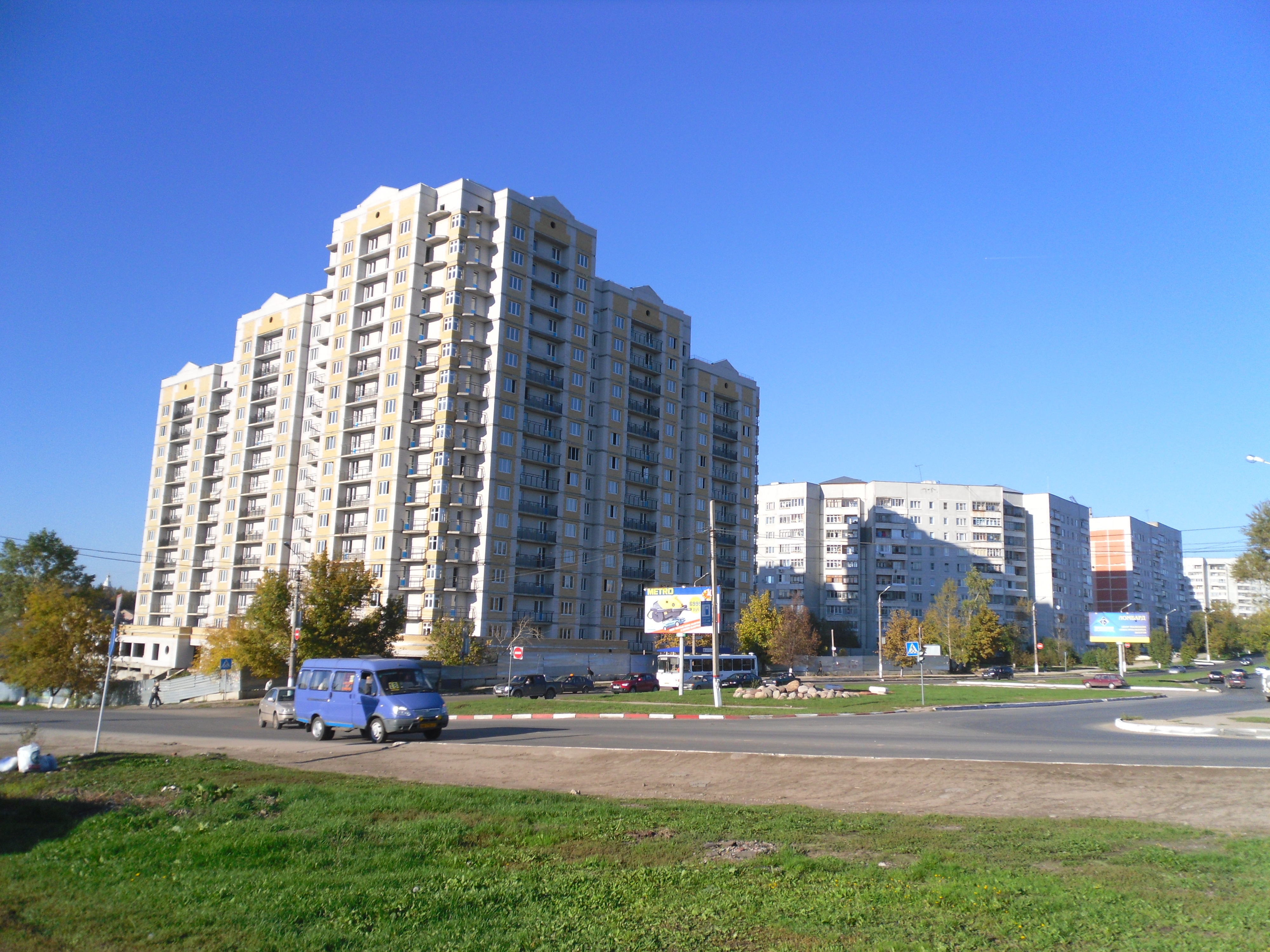
Перекрёсток улиц Вильямса и Кутузова